# Nati nel 1079
| Questa pagina contiene informazioni ricavate automaticamente dalle voci biografiche con l'ausilio del template Bio e di un bot. L'aggiornamento è periodico e automatico e ricostruisce completamente la pagina. Se manca una persona in questa lista, sei pregato di non aggiungerla, ma accertati piuttosto che la sua voce biografica contenga il template Bio e che i dati anagrafici siano correttamente compilati. Se il template Bio manca, inseriscilo tu stesso o, in alternativa, metti l'avviso {{tmp\|Bio}} che ne segnala la mancanza. Se i dati riportati sono sbagliati, correggi direttamente la voce biografica; le modifiche saranno visibili in questa lista entro pochi giorni. Per chiarimenti vedi il progetto biografie. La lista contiene solo le 6 persone che sono citate nell'enciclopedia e per le quali è stato implementato correttamente il template Bio. Pagina aggiornata al 13 gen 2025. |

- 11 febbraio - Yejong di Goryeo, re coreano († 1122)
- 8 agosto - Horikawa, imperatore giapponese († 1107)
- Pietro Abelardo, filosofo, teologo e insegnante franco († 1142)
- Berardo dei Marsi, cardinale e vescovo italiano († 1130)
- Matilde di Scozia, nobile scozzese († 1118)
- Qilij Arslan I, condottiero turco († 1107)